# Rubus
Rubus és un gran gènere de plantes amb flors dins la família de les rosàcies. Moltes plantes d'aquest gènere tenen tiges llenyoses i sovint amb espines. El fruit és un agregat de petites drupes. Entre les plantes del gènere Rubus es troben els esbarzers (diverses espècies) i el gerd (Rubus idaeus).
El gènere Rubus sembla haver-se originat com a mínim des de fa 23,7 a 36,6 milions d'anys.
Hi ha des de centenars a milers d'espècies, moltes de difícil identificació pel sistema reproductiu d'aquestes plantes (amb hibridació, apomixi i poliploidia).

## Espècies autòctones

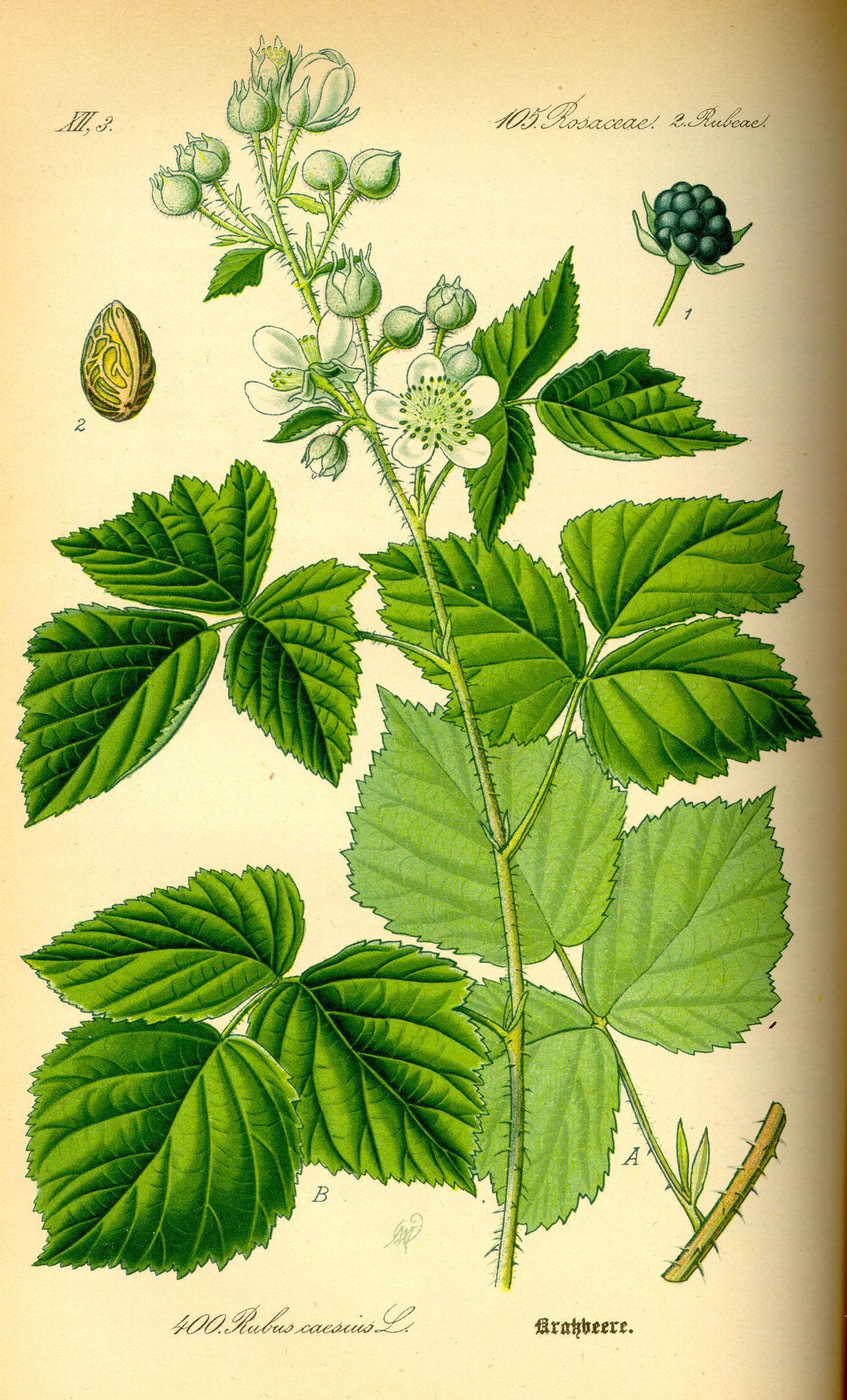
Les fulles amb tres folíols, amb els folíols basal no peciolats, i el revers verd són trets característics del romegueró (Rubus caesius)

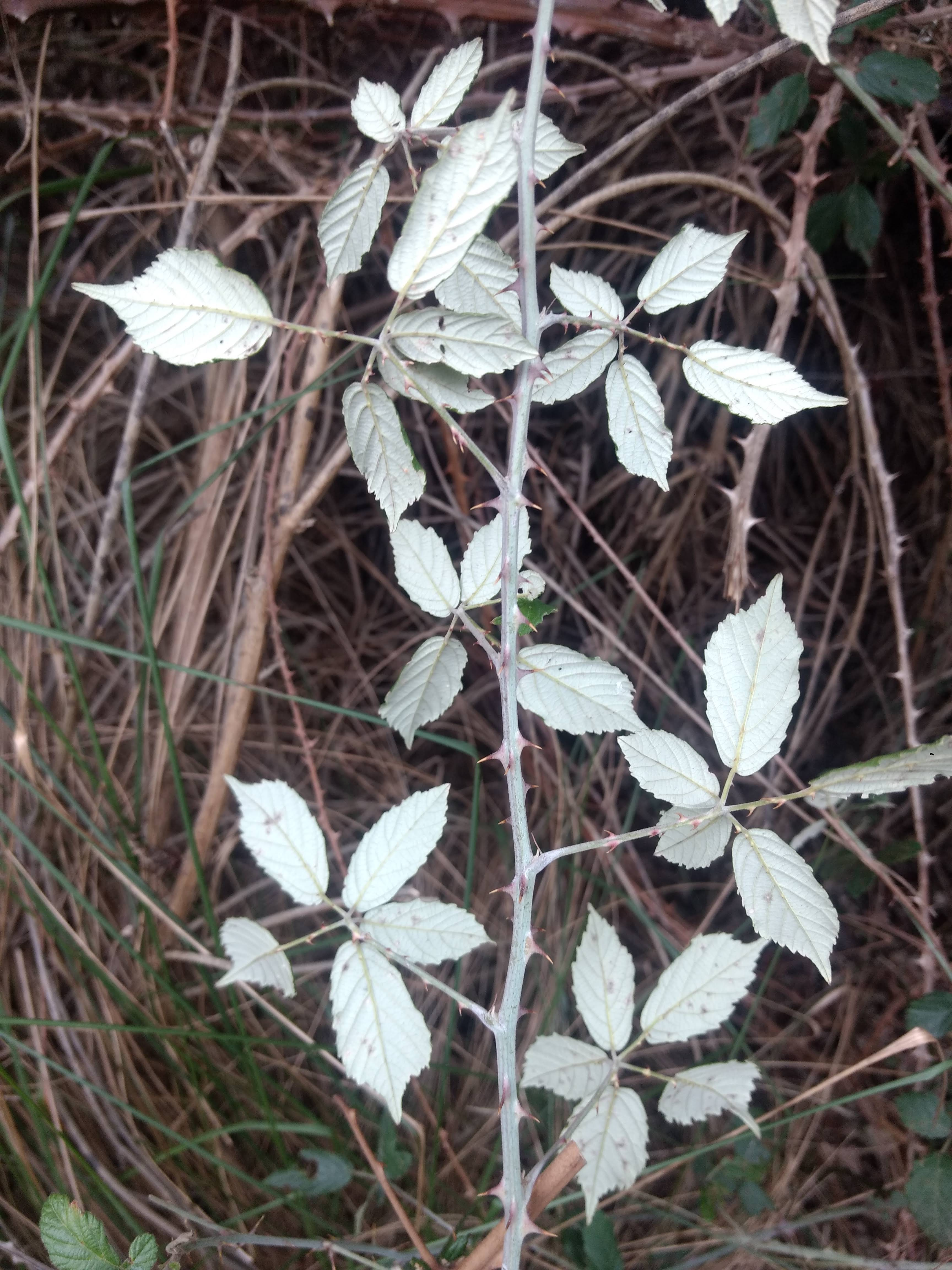
Les fulles amb 5 folíols, amb els folíols basals peciolats, i el revers blanquinós són trets característics de l'esbarzer (Rubus ulmifolius)

Als Països Catalans en trobem les espècies següents:
- Rubus caesius - romegueró[2]
- Rubus sulcatus
- Rubus pedatifolius
- Rubus chaerophyllus
- Rubus ulmifolius - esbarzer
- Rubus godronii
- Rubus candicans
- Rubus bifrons
- Rubus discolor
- Rubus canescens
- Rubus fuscus
- Rubus scaber
- Rubus serpens
- Rubus hirtus

Totes tenen la distribució limitada al Pirineu, excepte R. ulmifolius i R. caesius, que les trobem a tot el territori per sota dels 1600 m. Les úniques espècies comunes són R. godronii (com ja hem dit, limitada al Pirineu) i, sobretot, R. ulmifolius.
Les dues espècies presents a la terra baixa (R. ulmifolius i R. caesius) es distingeixen pels següents caràcters:
- R. ulmifolius té les fulles blanquinoses al revers i la majoria tenen cinc folíols mentre que R. caesius les té verdes per ambdues cares i amb tres folíols.
- Les flors de R. ulmifolius són rosades i les de R. caesius són blanques.
- Les móres de R. ulmifolius tenen nombroses drupes i són comestibles, mentre que les de R. caesius en tenen molt poques i de gust àcid.

## Llista completa d'espècies
Llista d'espècies del subgènere Rubus (sinònim subgènere Eubatus), ordenades per seccions:
| - Secc. Allegheniensis - Rubus allegheniensis - Rubus alumnus - Rubus pennus - Secc. Arguti - Rubus abactus - Rubus andrewsianus - Rubus argutus - Rubus frondosus - Rubus orarius - Rubus ostryifolius - Rubus pensilvanicus - Rubus recurvans - Secc. Caesii - Rubus caesius - Secc. Canadenses - Rubus canadensis - Rubus kennedyanus - Secc. Corylifolii - Rubus fioniae - Rubus tuberculatus - Rubus wahlbergii - Rubus fabrimontanus - Rubus dissimulans - Rubus dumetorum - Rubus gothicus - Rubus camptostachys - Rubus adenoleucus - Rubus aureolus - Rubus babingtonianus - Rubus britannicus - Rubus conjungens - Rubus cyclomorphus - Rubus eluxatus - Rubus lamprocaulos - Rubus mortensenii - Rubus nemorosus - Rubus seebergensis - Secc. Cuneifolii - Rubus cuneifolius - Secc. Flagellares - Rubus arundelanus - Rubus biformispinus - Rubus deamii - Rubus enslenii - Rubus flagellaris - Secc. Hispidi - Rubus hispidus | - Secc. Rubus (també coneguda globalment com a Rubus fruticosus) - Rubus bifrons - Rubus laciniatus - Rubus plicatus - Rubus nessensis - Rubus ulmifolius - Rubus adornatus - Rubus adspersus - Rubus ammobius - Rubus arrhenii - Rubus atrichantherus - Rubus axillaris - Rubus bavaricus - Rubus bertramii - Rubus braeuckeri - Rubus bregutiensis - Rubus canescens - Rubus cardiophyllus - Rubus chloocladus - Rubus chlorothyrsos - Rubus cimbricus - Rubus clusii - Rubus conothyrsoides - Rubus dasyphyllus - Rubus divaricatus - Rubus drejeri - Rubus egregius - Rubus foliosus - Rubus fuscus - Rubus gelertii - Rubus glandithyrsos - Rubus godronii - Rubus grabowskii - Rubus gratus - Rubus gremlii - Rubus hirtus - Rubus infestus - Rubus insularis - Rubus macrophyllus - Rubus micans - Rubus montanus - Rubus mucronulatus - Rubus pedemontanus - Rubus polyanthemus - Rubus praecox - Rubus pyramidalis - Rubus radula - Rubus rhamnifolius - Rubus rhombifolius - Rubus rosaceus - Rubus rudis - Rubus schlechtendalii - Rubus schleicheri - Rubus senticosus - Rubus slesvicensis - Rubus sprengelii - Rubus sulcatus - Rubus vestitus - Rubus vigorosus - Rubus vulgaris | - - Rubus acheruntinus - Rubus ahenifolius - Rubus alterniflorus - Rubus amplificatus - Rubus anglocandicans - Rubus angustifrons - Rubus armeniacus (sin. R. discolor) - Rubus bakerianus - Rubus bayeri - Rubus bloxamianus - Rubus bloxamii - Rubus bollei - Rubus boraeanus - Rubus calvatus - Rubus caucasicus - Rubus chrysoxylon - Rubus cissburiensis - Rubus colemannii - Rubus concolor - Rubus cordifolius - Rubus cyri - Rubus diversus - Rubus dumnoniensis - Rubus echinatoides - Rubus echinatus - Rubus errabundus - Rubus erythrops - Rubus fissus - Rubus formidabilis - Rubus furvicolor - Rubus fuscoater - Rubus ieri - Rubus georgicus - Rubus glanduliger - Rubus glandulosus - Rubus hartmanii - Rubus hylophilus - Rubus inermis - Rubus lamprophyllus - Rubus lespinassei - Rubus leucostachys - Rubus ergii - Rubus eianus - Rubus linkianus - Rubus miszczenkoi - Rubus moschus - Rubus mulleri - Rubus nitidioides - Rubus pedatifolius - Rubus piceetorum - Rubus promachonicus - Rubus rubritinctus - Rubus sanctus - Rubus scheutzii - Rubus separinus - Rubus septentrionalis - Rubus thyrsiflorus | - Secc. Setosi - Rubus glandicaulis - Rubus missouricus - Rubus notatus - Rubus semisetosus - Rubus setosus - Rubus stipulatus - Rubus vermontanus - Secc. Ursini - Rubus loganobaccus - Rubus ursinus - Secc. Verotriviales - Rubus lucidus - Rubus riograndis - Rubus trivialis |

També hi molts híbrids naturals i artificials (com Rubus × loganobaccus).